# Bo Bendsneyder
Bo Bendsneyder (Rotterdam, 4 marzo 1999) è un pilota motociclistico olandese.

## Carriera
Inizia a correre all'età di sei anni, partecipando a diverse competizioni nazionali in Olanda e Germania. Partecipa poi anche a competizioni internazionali di minimoto. Vince la Moriwaki Junior Cup (competizione olandese) nel 2012 e nel 2013. Sempre nel 2013 disputa due gare, vincendole entrambe, nella European Junior Cup. Nel 2014 corre nel campionato spagnolo velocità e nella MotoGP Rookies Cup, quest'ultima competizione viene vinta da Bendsneyder nel 2015.
Nel 2016 debutta nella classe Moto3 del motomondiale, ingaggiato dal team Red Bull KTM Ajo, che gli affida una KTM RC 250 GP; il compagno di squadra è Brad Binder. Ottiene due terzi posti (Gran Bretagna e Malesia) e chiude la stagione al quattordicesimo posto in classifica piloti con 78 punti all'attivo. Nel 2017 inizia la stagione con lo stesso team e la stessa moto della stagione precedente. Il compagno di squadra è l'italiano Niccolò Antonelli. Ottiene come miglior risultato un quarto posto in Repubblica Ceca e termina la stagione al quindicesimo posto in classifica piloti con 65 punti ottenuti.
Nel 2018 passa in Moto2, alla guida della Tech 3 Mistral 610; il compagno di squadra è Remy Gardner. Conclude la stagione al 29º posto con 2 punti, totalizzati con il quattordicesimo posto in Thailandia. In questa stagione è costretto a saltare il Gran Premio d'Australia a Phillip Island a causa di un infortunio rimediato nel precedente Gran Premio del Giappone a Motegi. Il suo posto in squadra, in questo frangente, viene preso dal pilota australiano Bryan Staring. Salta anche il Gran Premio della Malesia (in questo caso viene sostituito dal pilota indonesiano Dimas Ekky Pratama) e quello della Comunità Valenciana.
Nel 2019 corre con la NTS; il compagno di squadra è Steven Odendaal. Ottiene come miglior risultato un tredicesimo posto nel Gran Premio delle Americhe e termina la stagione al 26º posto con 7 punti. Nel 2020 corre nello stesso team della stagione precedente, il compagno di squadra è Jesko Raffin. Ottiene come miglior risultato un ottavo posto in Comunità Valenciana e termina la stagione al 23º posto con 18 punti.
Nel 2021 passa alla guida della Kalex del team Pertamina Mandalika SAG; il compagno di squadra è Thomas Lüthi. Ottiene come miglior risultato un quinto posto in Francia e chiude la stagione al sedicesimo posto con 46 punti. Nel 2022 è pilota titolare, col team lo stesso team della stagione precedente, il compagno di squadra è Gabriel Rodrigo. Porta a termine tutte le gare in calendario centrando il tredicesimo posto finale con 87 punti. Nel 2023 inizia il terzo anno con Petramina SAG, il compagno di squadra è Lorenzo Dalla Porta. In occasione del Gran Premio delle Americhe conquista il primo podio in Moto2. Chiude il campionato al ventunesimo posto. Nel 2024 il team Petramina viene ceduto alla società spagnola Preicanos che subentra nella gestione dando continuità al progetto. All'indomani del Gran Premio di San Marino viene annunciata la rescissione del contratto con Bendsneyder. I punti fin qui conquistati gli consentono di classificarsi ventisettesimo. Conclude l'annata nel mondiale Supersport, chiamato da MV Agusta Reparto Corse per sostituire Bahattin Sofuoğlu. Nelle gare delle derivate è sempre a punti chiudendo il campionato con un podio in gara due a Jerez.

## Risultati in gara

### Motomondiale

#### Moto3
| 2016 | Classe | Moto |    |    |    |    |    |    |    |   |    |   |   |   |     |    |    |    |   |    | Punti | Pos. |
| ---- | ------ | ---- | -- | -- | -- | -- | -- | -- | -- | - | -- | - | - | - | --- | -- | -- | -- | - | -- | ----- | ---- |
| 2016 | Moto3  | KTM  | 14 | 22 | 22 | 21 | 16 | 18 | 11 | 9 | 12 | 7 | 7 | 3 | Rit | 15 | 18 | 10 | 3 | 13 | 78    | 14º  |

| 2017 | Classe | Moto |    |    |    |    |   |    |    |     |   |   |     |     |   |    |   |    |    |    | Punti | Pos. |
| ---- | ------ | ---- | -- | -- | -- | -- | - | -- | -- | --- | - | - | --- | --- | - | -- | - | -- | -- | -- | ----- | ---- |
| 2017 | Moto3  | KTM  | 26 | 23 | NP | 11 | 9 | 12 | 15 | Rit | 8 | 4 | Rit | Rit | 6 | 17 | 9 | 16 | 10 | 12 | 65    | 15º  |

| Legenda | 1º posto        | 2º posto            | 3º posto            | A punti      | Senza punti        | Grassetto – Pole position Corsivo – Giro più veloce |
| Legenda | Gara non valida | Non qual./Non part. | Ritirato/Non class. | Squalificato | '-' Dato non disp. | Grassetto – Pole position Corsivo – Giro più veloce |

#### Moto2
| 2018 | Classe | Moto   |    |    |    |    |    |     |     |    |    |     |    |    |    |    |    |     |     |     |     |  |  |  | Punti | Pos. |
| ---- | ------ | ------ | -- | -- | -- | -- | -- | --- | --- | -- | -- | --- | -- | -- | -- | -- | -- | --- | --- | --- | --- |  |  |  | ----- | ---- |
| 2018 | Moto2  | Tech 3 | 18 | 28 | 20 | 16 | 16 | Rit | Rit | 17 | 20 | Rit | 22 | AN | 20 | 25 | 14 | Rit | Inf | Inf | Inf |  |  |  | 2     | 29º  |

| 2019 | Classe | Moto |    |    |    |    |     |    |    |     |    |    |    |    |    |    |    |    |    |     |    |  |  |  | Punti | Pos. |
| ---- | ------ | ---- | -- | -- | -- | -- | --- | -- | -- | --- | -- | -- | -- | -- | -- | -- | -- | -- | -- | --- | -- |  |  |  | ----- | ---- |
| 2019 | Moto2  | NTS  | 16 | 14 | 13 | 16 | Rit | 19 | 18 | Rit | 16 | 17 | 15 | 21 | 17 | 18 | 20 | 16 | 15 | Rit | 24 |  |  |  | 7     | 26º  |

| 2020 | Classe | Moto |    |     |    |    |    |    |    |    |    |    |    |    |    |   |    |  |  |  |  |  |  |  | Punti | Pos. |
| ---- | ------ | ---- | -- | --- | -- | -- | -- | -- | -- | -- | -- | -- | -- | -- | -- | - | -- |  |  |  |  |  |  |  | ----- | ---- |
| 2020 | Moto2  | NTS  | 11 | Rit | 19 | 18 | 22 | 24 | 19 | 22 | 17 | 20 | 21 | 16 | 14 | 8 | 13 |  |  |  |  |  |  |  | 18    | 23º  |

| 2021 | Classe | Moto  |   |    |     |    |   |    |   |    |    |    |    |    |     |    |    |    |    |    |  |  |  |  | Punti | Pos. |
| ---- | ------ | ----- | - | -- | --- | -- | - | -- | - | -- | -- | -- | -- | -- | --- | -- | -- | -- | -- | -- |  |  |  |  | ----- | ---- |
| 2021 | Moto2  | Kalex | 9 | 12 | Rit | 14 | 5 | 15 | 6 | 13 | 15 | 23 | 17 | 15 | Rit | 25 | 15 | 12 | 15 | 25 |  |  |  |  | 46    | 16º  |

| 2022 | Classe | Moto  |    |    |   |   |   |   |    |    |    |    |   |    |    |    |    |   |    |    |    |    |  |  | Punti | Pos. |
| ---- | ------ | ----- | -- | -- | - | - | - | - | -- | -- | -- | -- | - | -- | -- | -- | -- | - | -- | -- | -- | -- |  |  | ----- | ---- |
| 2022 | Moto2  | Kalex | 19 | 15 | 9 | 7 | 8 | 7 | 14 | 11 | 13 | 16 | 5 | 10 | 15 | 12 | 15 | 9 | 18 | 10 | 14 | 11 |  |  | 87    | 13º  |

| 2023 | Classe | Moto  |     |    |   |    |    |    |     |     |    |    |     |    |    |    |    |   |    |    |    |    |  |  | Punti | Pos. |
| ---- | ------ | ----- | --- | -- | - | -- | -- | -- | --- | --- | -- | -- | --- | -- | -- | -- | -- | - | -- | -- | -- | -- |  |  | ----- | ---- |
| 2023 | Moto2  | Kalex | Rit | 22 | 3 | 17 | 18 | 14 | Rit | Inf | 17 | 15 | Rit | 13 | 18 | 17 | 12 | 8 | 16 | 17 | 22 | 24 |  |  | 34    | 21º  |

| 2024 | Classe | Moto  |    |    |    |     |     |     |     |    |     |    |    |     |    |  |  |  |  |  |  |  |  |  | Punti | Pos. |
| ---- | ------ | ----- | -- | -- | -- | --- | --- | --- | --- | -- | --- | -- | -- | --- | -- |  |  |  |  |  |  |  |  |  | ----- | ---- |
| 2024 | Moto2  | Kalex | 14 | 16 | 18 | Rit | Inf | Inf | Inf | 14 | Rit | 13 | 22 | Rit | 20 |  |  |  |  |  |  |  |  |  | 7     | 27º  |

| Legenda | 1º posto        | 2º posto            | 3º posto            | A punti      | Senza punti        | Grassetto – Pole position Corsivo – Giro più veloce |
| Legenda | Gara non valida | Non qual./Non part. | Ritirato/Non class. | Squalificato | '-' Dato non disp. | Grassetto – Pole position Corsivo – Giro più veloce |

### Campionato mondiale Supersport
| 2024 | Moto      |  |  |  |  |  |  |  |  |  |  |  |  |  |  |  |  |  |  |  |  |   |   |   |   | Punti | Pos. |
| ---- | --------- |  |  |  |  |  |  |  |  |  |  |  |  |  |  |  |  |  |  |  |  | - | - | - | - | ----- | ---- |
| 2024 | MV Agusta |  |  |  |  |  |  |  |  |  |  |  |  |  |  |  |  |  |  |  |  | 8 | 5 | 7 | 3 | 44    | 18º  |

| 2025 | Moto      |   |   |   |   |   |   |   |   |   |    |    |   |    |    |   |    |  |  |  |  |  |  |  |  | Punti | Pos. |
| ---- | --------- | - | - | - | - | - | - | - | - | - | -- | -- | - | -- | -- | - | -- |  |  |  |  |  |  |  |  | ----- | ---- |
| 2025 | MV Agusta | 4 | 3 | 3 | 1 | 1 | 3 | 7 | 5 | 8 | 10 | 13 | 8 | 28 | 17 | 3 | 16 |  |  |  |  |  |  |  |  | 172   |      |

| Legenda | 1º posto        | 2º posto            | 3º posto           | A punti      | Senza punti        | Grassetto – Pole position Corsivo – Giro più veloce |
| Legenda | Gara non valida | Non qual./Non part. | Ritirato/Non class | Squalificato | '-' Dato non disp. | Grassetto – Pole position Corsivo – Giro più veloce |